# Línea 1 (Urbanos de Getafe)
La línea 1 de la red de autobuses urbanos de Getafe une la estación de Getafe Sector 3 con el Ambulatorio de Los Ángeles, pasando por el centro de la localidad.

## Características
Esta línea se encarga de conectar el Sector III de Getafe con el centro de la localidad y con la estación de Cercanías del barrio (Getafe Sector 3). Además sirve para que los habitantes del centro de Getafe tengan acceso mediante transporte público al Ambulatorio de Los Ángeles. En resumen, la línea da servicio a los barrios de Sector III, San Isidro, Getafe Centro y Juan de la Cierva. Algunos de los servicios de la línea prolongan su recorrido desde la estación de Getafe Sector 3 hasta el Cementerio Municipal de Getafe.
La línea no mantiene los mismos horarios todo el año, desde el 1 al 31 de agosto se reducen el número de expediciones, además de los días excepcionales vísperas de festivo y festivos de Navidad en los que los horarios también cambian y se reducen.
La línea está operada por la empresa Avanza Movilidad Integral mediante la concesión administrativa VCM-402 - Madrid – Getafe – Alcorcón (Viajeros Comunidad de Madrid) del Consorcio Regional de Transportes de Madrid. 

## Horarios
| Horarios de salida de la estación FF.CC. Getafe Sector III                        |                    |
| Lunes a viernes laborables (Vigente desde el 1 de septiembre al 31 de julio)      |                    |
| De 6:15 a 9:15                                                                    | cada 20 minutos    |
| De 9:40 a 12:35                                                                   | cada 25 minutos    |
| De 13:00 a 23:00                                                                  | cada 20 minutos    |
| Estos servicios proceden del CEMENTERIO: 9:40 10:55 12:10 13:40 16:00 17:20 18:40 |                    |
| Lunes a viernes laborables (Vigente agosto)                                       |                    |
| A 6:15 - 6:40 - 7:05                                                              |                    |
| De 7:30 a 22:30                                                                   | cada 30-35 minutos |
| Estos servicios proceden del CEMENTERIO: 9:35 10:45 11:55 13:05 14:15 16:20 17:30 |                    |
| Sábados laborables                                                                |                    |
| De 7:00 a 9:00                                                                    | cada 30 minutos    |
| De 9:35 a 16:55                                                                   | cada 30-35 minutos |
| De 17:30 a 22:30                                                                  | cada 30 minutos    |
| Estos servicios proceden del CEMENTERIO: 9:35 10:45 11:55 13:05 14:15 16:20 17:30 |                    |
| Domingos y festivos                                                               |                    |
| A 7:30 - 8:30                                                                     |                    |
| De 9:35 a 14:15                                                                   | cada 70 minutos    |
| A 15:15 - 15:45 - 16:20 - 16:55                                                   |                    |
| De 17:30 a 22:30                                                                  | cada 30 minutos    |
| Estos servicios proceden del CEMENTERIO: 9:35 10:45 11:55 13:05 14:15 16:20 17:30 |                    |

| Horarios de salida del Ambulatorio (Avenida Los Ángeles)                          |                    |
| Lunes a viernes laborables (Vigente desde el 1 de septiembre al 31 de julio)      |                    |
| De 6:40 a 9:00                                                                    | cada 20 minutos    |
| De 9:25 a 13:10                                                                   | cada 25 minutos    |
| De 13:35 a 23:25                                                                  | cada 20 minutos    |
| Estos servicios continúan al CEMENTERIO: 9:00 10:15 11:30 12:45 15:15 16:35 17:55 |                    |
| Lunes a viernes laborables (Vigente agosto)                                       |                    |
| A 6:40 - 7:05                                                                     |                    |
| De 7:30 a 23:00                                                                   | cada 30-35 minutos |
| A 21:35 - 22:00 - 22:25 - 22:50 - 23:15                                           |                    |
| Estos servicios continúan al CEMENTERIO: 8:55 10:05 11:15 12:25 13:35 15:40 16:50 |                    |
| Sábados laborables (Vigente desde el 1 de septiembre al 31 de julio)              |                    |
| De 7:30 a 9:00                                                                    | cada 30 minutos    |
| De 9:35 a 16:55                                                                   | cada 30-35 minutos |
| De 17:30 a 23:00                                                                  | cada 30 minutos    |
| Estos servicios continúan al CEMENTERIO: 9:00 10:10 11:20 12:30 13:40 15:45 16:55 |                    |
| Sábados laborables (Vigente agosto)                                               |                    |
| De 7:25 a 8:55                                                                    | cada 30 minutos    |
| De 9:30 a 16:50                                                                   | cada 30-35 minutos |
| De 17:25 a 21:55                                                                  | cada 30 minutos    |
| A 22:30 - 23:00                                                                   |                    |
| Estos servicios continúan al CEMENTERIO: 8:55 10:05 11:15 12:25 13:35 15:40 16:50 |                    |
| Domingos y festivos (Vigente desde el 1 de septiembre al 31 de julio)             |                    |
| A 8:00 - 9:00                                                                     |                    |
| De 10:10 a 13:40                                                                  | cada 70 minutos    |
| A 14:45 - 15:45 - 16:20 - 16:55                                                   |                    |
| De 17:30 a 23:00                                                                  | cada 30 minutos    |
| Estos servicios continúan al CEMENTERIO: 9:00 10:10 11:20 12:30 13:40 15:45 16:55 |                    |
| Domingos y festivos (Vigente agosto)                                              |                    |
| A 7:55                                                                            |                    |
| De 8:55 a 13:35                                                                   | cada 70 minutos    |
| A 14:40 - 15:40 - 16:15 - 16:50                                                   |                    |
| De 17:25 a 21:55                                                                  | cada 30 minutos    |
| A 22:30 - 23:00                                                                   |                    |
| Estos servicios continúan al CEMENTERIO: 8:55 10:05 11:15 12:25 13:35 15:40 16:50 |                    |

## Recorrido y paradas

### Sentido Ambulatorio
La línea parte del aparcamiento de la estación de Cercanías de Getafe Sector 3 (salvo los servicios que parten del Cementerio Municipal, los cuales realizan un recorrido previo entre la puerta de dicho recinto y el aparcamiento de la estación) y desde este se incorpora al Camino Viejo de Toledo, el cual desemboca en el enlace sobre la A-42 que da acceso al Sector III, entrando en éste por la Avenida de Juan Carlos I.
A la altura de la Comisaría de Policía Local gira a la derecha por la Avenida de Arcas del Agua hasta la altura del Centro Comercial Getafe 3, donde gira a la derecha y se vuelve a incorporar a la Avenida de Juan Carlos I, desde la cual se incorpora a su vez a la A-42. En la siguiente salida se desvía hacia la calle del Greco. A continuación realiza un recorrido por el centro de Getafe que viene dado por la siguiente secuencia: calle Sur, calle de Toledo, calle de Leoncio Rojas, calle de Pinto, calle de la Magdalena y calle de la Arboleda. A la altura de la Plaza del Coronel Polanco, gira a la izquierda por la Avenida de Juan de la Cierva, por la cual continúa hasta la altura de la Plaza de España, donde gira a la derecha por la Avenida de los Ángeles hasta la altura del Ambulatorio con el mismo nombre, donde se ubica la cabecera.
| Código | Parada                                | Ubicación                                 | Común con           | Conexiones con Metro y Cercanías |
| --- | ------------------------------------- | ----------------------------------------- | ------------------- | -------------------------------- |
| 11046 | CEMENTERIO MUNICIPAL-CEMENTERIO       | Calle del Cementerio Municipal, s/n       |                     |                                  |
| 11712 | GETAFE SECTOR 3-ESTACIÓN              | Calle del Cementerio Municipal, s/n       | 5                   | Getafe Sector 3                  |
| 08265 | Av. Arcas del Agua-Av. Juan Carlos I  | Calle Castor, 49                          | 5 444               | Línea 2 · Línea 441              |
| 08266 | Av. Arcas del Agua-Colegio            | Avenida de las Arcas del Agua, 9          | 5 444               |                                  |
| 08268 | Av. Arcas del Agua-Est. Conservatorio | Avenida de las Arcas del Agua, 3          | 5 444               | Conservatorio                    |
| 08258 | Av. Juan Carlos I-C.C. Getafe 3       | Avenida de Juan Carlos I, 8               | 2 441 444           |                                  |
| 08256 | Av. Juan Carlos I-Centro Salud Mental | Avenida de Juan Carlos I, 6               | 2 441 444           |                                  |
| 08243 | Greco-Est. Alonso de Mendoza          | Calle del Greco, 10                       | 7 441 462           | Alonso de Mendoza                |
| 08280 | Toledo-Ermita San Isidro              | Calle de Toledo, 40                       | 6 441 462           |                                  |
| 08301 | Pinto-José Ortega Heredia Manzanita   | Calle de José Ortega Heredia Manzanita, 1 | 6 441 462           |                                  |
| 07415 | Arboleda-Pza. Beso                    | Plaza del Beso, 1                         | 4 6 Pi1 Pi2 447 462 | Línea 3 · Líneas 441, 448 y 450  |
| 07414 | Av. Juan de la Cierva-Pza. de España  | Avenida de Juan de la Cierva, 20          | 4 6 428 447 455 462 |                                  |
| 08319 | Av. los Ángeles-Pza. España           | Avenida de los Ángeles, 6                 | 3 442 455           |                                  |
| 08321 | Av. los Ángeles-Colegio               | Avenida de los Ángeles, 24                | 3 455               |                                  |
| 08323 | AV. LOS ÁNGELES-AMBULATORIO           | Avenida de los Ángeles, 55                | 3 455               | Línea 2                          |
| NOTA: La parada sombreada en gris sólo es realizada por los servicios que parten del Cementerio Municipal. |                                       |                                           |                     |                                  |

### Sentido Sector III
La línea inicia su recorrido en frente del Ambulatorio Los Ángeles, continuando dirección este por la Avenida de Los Ángeles hasta la intersección con la Avenida de las Vascongadas, por la cual continúa para girar a la izquierda por la Avenida de Aragón. A continuación gira a la derecha por la calle de Alicante y, al final de ésta, a la izquierda por la Avenida de España. Tras pasar la estación de metro de Juan de la Cierva, gira a la derecha por la Avenida de Gibraltar para incorporarse a la Avenida de Juan de la Cierva. A continuación realiza un recorrido por el centro de Getafe siguiendo la siguiente secuencia: calle de Francisco Pizarro, calle de San José de Calasanz, calle de Ramón y Cajal, calle del General Pingarrón, calle de Leganés y calle de la Estación. Recorre esta última completa y continúa por la calle del Ferrocarril para incorporarse a la Carretera de Circunvalación (M-406), a través de la cual llega al Sector III. Desde este punto, el recorrido de vuelta es igual al recorrido de ida: Avenida de Juan Carlos I, Avenida de Arcas del Agua, Avenida de Juan Carlos I y Camino Viejo de Toledo, finalizando su ruta en el aparcamiento de la estación de Cercanías de Getafe Sector 3 (salvo los servicios que continúan hasta el Cementerio Municipal, los cuales continúan su recorrido hasta la parada situada en la puerta de dicho recinto).
| Código | Parada                                      | Ubicación                           | Común con                             | Conexiones con Metro y Cercanías |
| --- | ------------------------------------------- | ----------------------------------- | ------------------------------------- | -------------------------------- |
| 08323 | AV. LOS ÁNGELES-AMBULATORIO                 | Avenida de los Ángeles, 55          | 3 455                                 | Línea 2                          |
| 08339 | Av. Vascongadas-Zaragoza                    | Avenida de las Vascongadas, 17      |                                       |                                  |
| 08325 | Av. Aragón-Extremadura                      | Avenida de Aragón, 27               | 442 488                               |                                  |
| 08324 | Av. Aragón-Badajoz                          | Avenida de Aragón, 13               | 442 488                               |                                  |
| 08990 | Alicante-Av. España                         | Calle de Alicante, 2                | 488                                   |                                  |
| 08332 | Av. España-Est. Juan de la Cierva           | Avenida de España, 14               | 4 442 447 488                         | Juan de la Cierva                |
| 08317 | Av. Gibraltar-Cataluña                      | Avenida de Gibraltar, 2             | 3 4 447 455 488                       | Línea 6 · Líneas 441, 448 y 450  |
| 08316 | Av. Juan de la Cierva-Pza. San Sebastián    | Avenida de Juan de la Cierva, 54    | 3 6 428 455 462 488                   |                                  |
| 08290 | San José Calasanz-Serranillos               | Calle de San José de Calasanz, 33   | 3 6 441 448 450 455 462               |                                  |
| 08286 | Ramón y Cajal-Núñez de Balboa               | Calle de Ramón y Cajal, 18          | 3 4 6 447 455 462                     |                                  |
| 08284 | General Pingarrón-Colegio                   | Calle del General Pingarrón, 4      | 3 4 6 Pi1 Pi2 441 447 448 450 455 462 | Getafe Central                   |
| 12847 | Ferrocarril-Gta. Don José Parejo Risco      | Calle del Ferrocarril, 10           | 6                                     |                                  |
| 12848 | Ferrocarril-Lope de Vega                    | Calle del Ferrocarril, 24           | 6                                     |                                  |
| 12849 | Ferrocarril-Pintor Rosales                  | Calle del Ferrocarril, 60           | 6                                     |                                  |
| 17895 | Ferrocarril-Est. Alonso de Mendoza          | Calle del Ferrocarril, 62           | 7 441 444                             | Alonso de Mendoza                |
| 17901 | Ferrocarril-Centro de Salud                 | Calle del Ferrocarril, 47           | 441 444                               |                                  |
| 08255 | Av. Juan Carlos I-Centro Salud Mental       | Avenida de Juan Carlos I, 8         | 2 441 444                             |                                  |
| 08257 | Av. Juan Carlos I-C.C. Getafe 3             | Avenida de Juan Carlos I, 8         | 2 441 444                             |                                  |
| 08270 | Av. Arcas del Agua-C.C. Getafe 3            | Avenida de las Arcas del Agua, 1    | 5 444                                 |                                  |
| 08269 | Av. Arcas del Agua-Est. Conservatorio       | Avenida de las Arcas del Agua, 2    | 5 444                                 | Conservatorio                    |
| 08267 | Av. Arcas del Agua-Colegio                  | Avenida de las Arcas del Agua, 9    | 5 444                                 |                                  |
| 08264 | Av. Juan Carlos I-Policía Local             | Avenida de Juan Carlos I, 22        | 5 444                                 | Línea 2 · Línea 441              |
| 08302 | Av. Juan Carlos I-Pza. Príncipe de Asturias | Avenida de Juan Carlos I, 28        | 5 444                                 |                                  |
| 11712 | GETAFE SECTOR 3-ESTACIÓN                    | Calle del Cementerio Municipal, s/n | 5                                     | Getafe Sector 3                  |
| 11046 | CEMENTERIO MUNICIPAL-CEMENTERIO             | Calle del Cementerio Municipal, s/n |                                       |                                  |
| NOTA: La parada sombreada en gris sólo es realizada por los servicios que continúan hasta el Cementerio Municipal. |                                             |                                     |                                       |                                  |